# Charles de Lambert

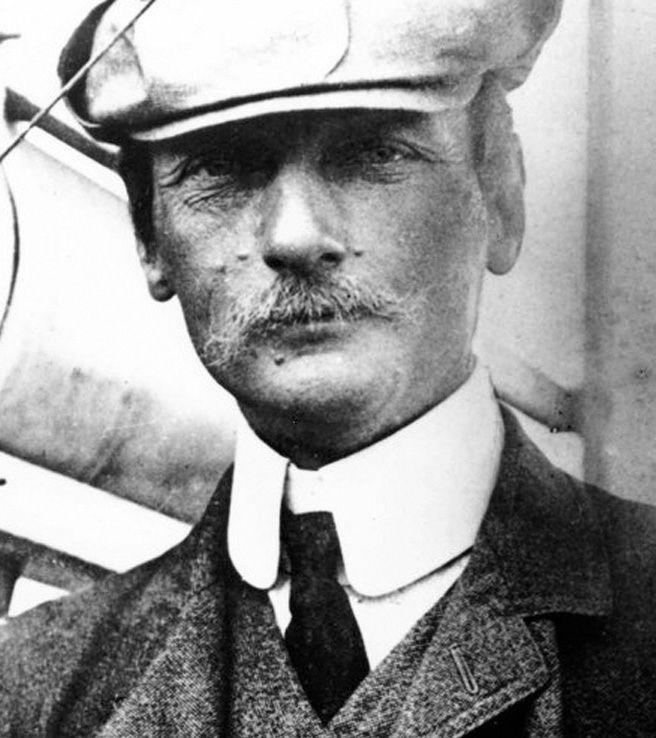
Charles de Lambert

Charles Alexandre Maurice Joseph Marie Jules Stanislas Jacques graaf Charles de Lambert (Funchal (Madeira), 30 december 1865 – Saint-Sylvain-d'Anjou, 26 februari 1944) was een Frans luchtvaartpionier. Hij maakte de eerste vlucht boven Nederland. 

## Afkomst
Lambert werd geboren op het Portugese eiland Madeira, maar studeerde in het Franse Pau. Hij hield zich in eerste instantie bezig met glijboten. Lambert trouwde op 3 juni 1893 met de Engelse Cordelia Mary Consett die op 14 november 1903 van hun enige dochter Marguerite beviel.
Over zijn nationaliteit bestaat enige verwarring. Zijn Franse grootouders verlieten Frankrijk tijdens de Franse Revolutie en vertrokken naar Rusland, waardoor hij de Russische nationaliteit zou hebben. Lambert was de zoon van een Russische generaal en een Franse moeder, dochter van Louis Stanislas Savary, graaf van Lancosme. Hij is geboren op het Portugese Madeira.

## Vliegen
In 1893 deed Lambert een vruchteloze poging te vliegen met het toestel van Hiram Maxim. Daarna kocht hij een zweeftoestel van Otto Lilienthal. Toen in 1908 Wilbur Wright in Frankrijk de eerste vliegschool begon in Le Mans, was Lambert een van de eerste drie personen die les van hem kregen, naast Paul Tissandier en Paul Nicolas Lucas-Girardville. Enkele maanden later werd de school verplaatst naar Pau. Op 18 maart 1909 maakt Lambert zijn eerste solovlucht boven Pau. Op 7 oktober 1909 behaalde hij zijn vliegbrevet: nr. 8.

## Glijboot

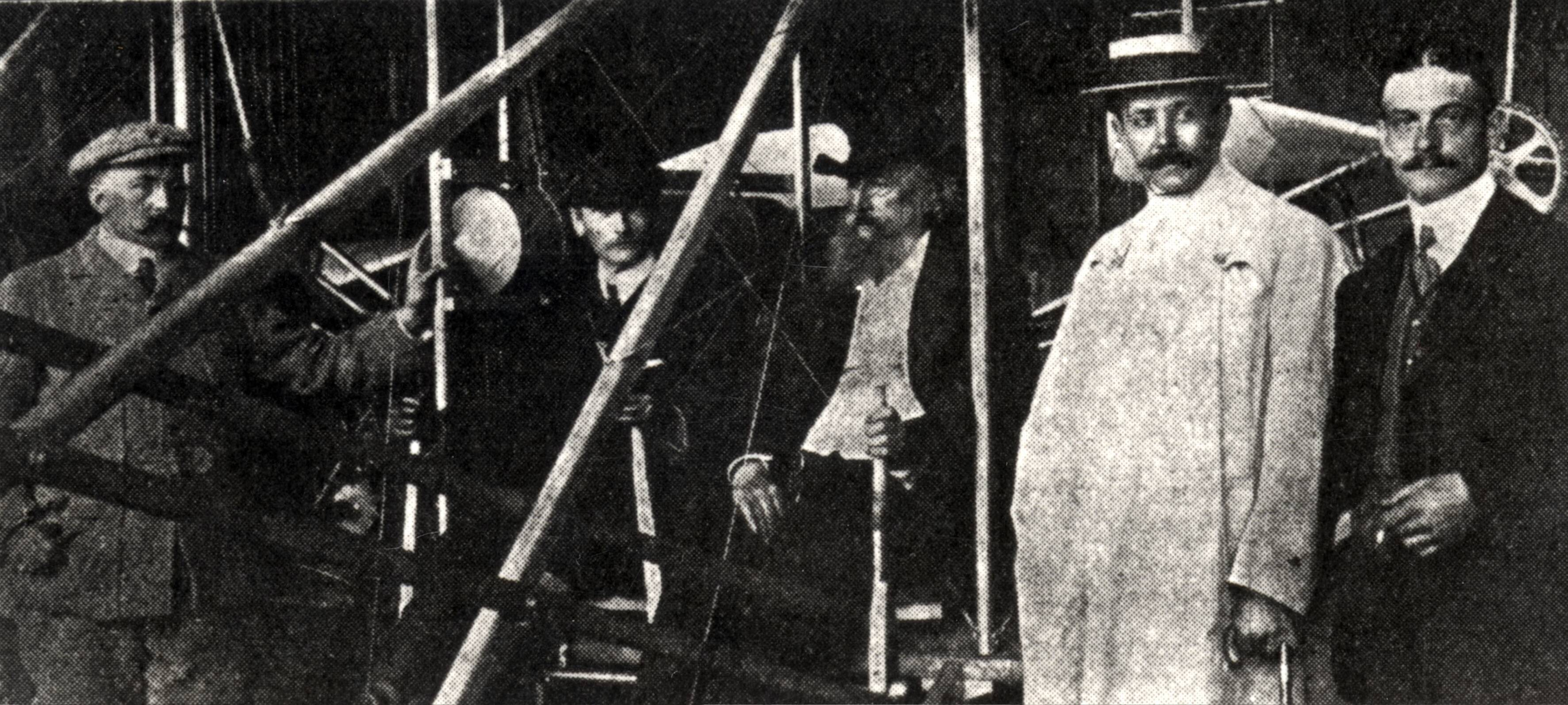
Charles de Lambert in Etten-Leur

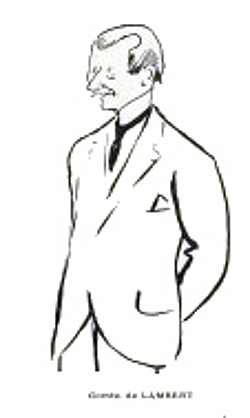
Karikatuur van Charles de Lambert in "La vie parisienne"

In 1909 vatte Sybrand Heerma van Voss, de directeur van de suikerfabriek Van Breda, Dolk en Van Voss in Etten-Leur het plan op om bij het 40-jarig bestaan van zijn fabriek de eerste vlucht boven Nederland te organiseren. Aanvankelijk was de Fransman Léon Delagrange gevraagd maar uiteindelijk werd Lambert bereid gevonden de eerste vlucht te realiseren. Zondag 27 juni 1909 was een winderige dag en pas aan het einde van de dag, toen menig toeschouwer al huiswaarts was gekeerd, steeg Lambert op vanaf de Klappenbergse Heide en maakte hij in zijn Wright Flyer een vlucht van 3,5 minuut.
In 1909 deed Lambert een poging Het Kanaal over te steken, om zo de prijs van de Daily Mail in de wacht te slepen. Maar hij kreeg te maken met motorproblemen, waarna Louis Blériot uiteindelijk de oversteek wist te volbrengen op 25 juli 1909. Lambert sleepte enkele maanden later op het Grande Quinzaine de l'Aviation de Paris wel een aantal prijzen in de wacht en haalde op de laatste dag een huzarenstukje uit door naar de Eiffeltoren en weer terug te vliegen, een afstand van 48 kilometer die hij wist af te leggen in ongeveer 50 minuten. Hij kreeg prompt de Grote Medaille in Goud uitgereikt door de Aéroclub de France en hij werd benoemd tot Ridder in het Legioen van Eer.
Hij was de glijboot echter niet vergeten. Lambert stopte met vliegen en in 1913 wist zijn ontwerp voor de glijboot het wereldsnelheidsrecord te water te verbreken met 98,6 km/u, met achter het stuurwiel Paul Tissandier. In 1920 richtte hij, samen met Tissandier, 's werelds eerste glijbotenfabriek op te Nanterre. In 1924 ontving hij de titel markies. Tot 1931 bouwden Lambert en Tissander samen aan glijboten, maar daarna raakten de financiën op. 
Charles de Lambert stierf bankroet op 26 februari 1944.

## Monument

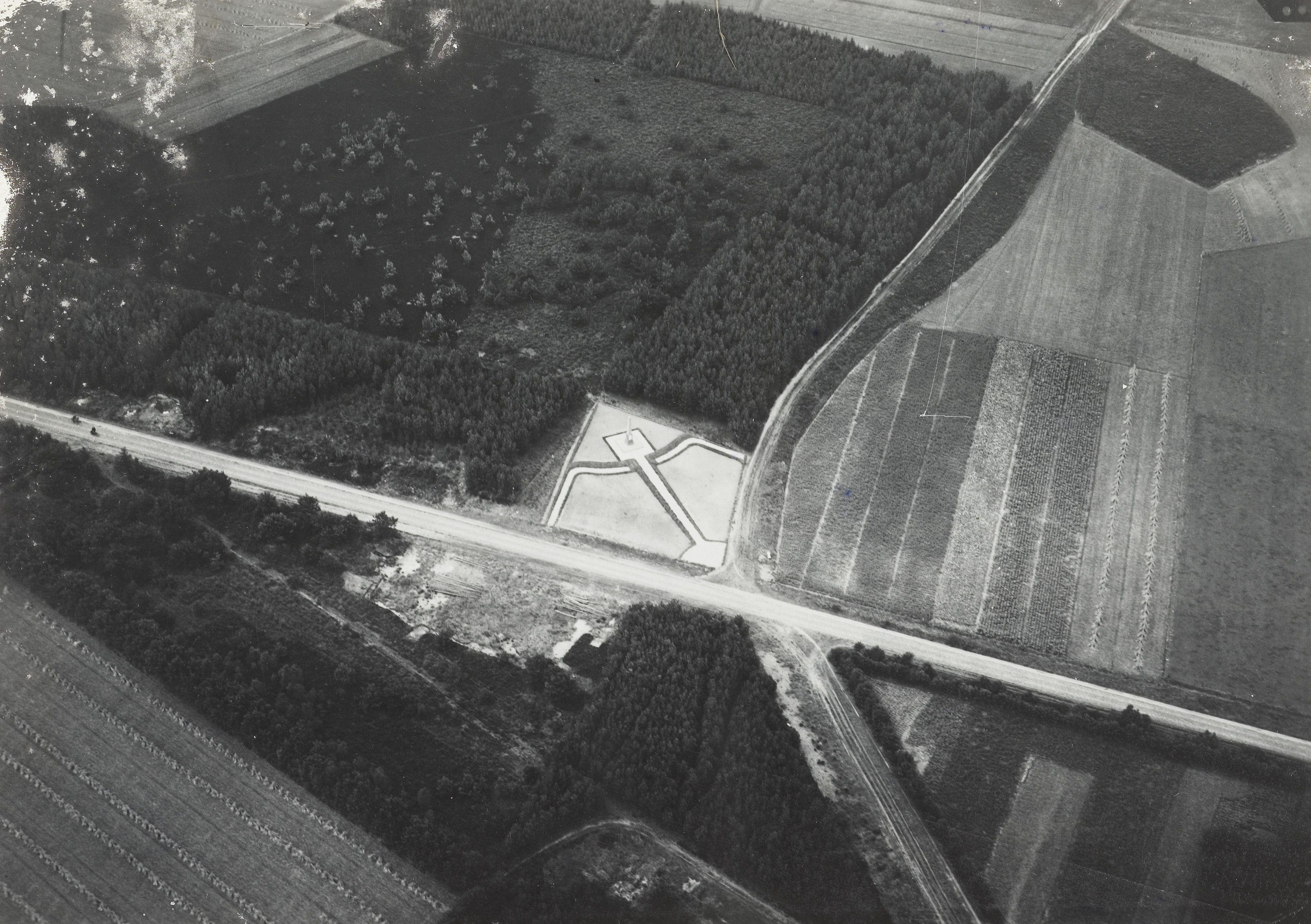
Luchtfoto van het monument, 1938

In Etten-Leur staat aan de Rijsbergseweg nabij Rijsbergen een monument dat de eerste vlucht boven Nederland herdenkt. Het monument, een naald van steen, werd onthuld in 1935. In 1984 werd een nieuwe plaquette aangebracht en in 2003 een extra informatiebord.